# Spoorlijn Hallsberg - Örebro
De spoorlijn Hallsberg - Örebro (Zweeds: Statsbanan Hallsberg–Örebro) is een spoorlijn in Zweden in de provincie Örebro län. De lijn verbindt de plaatsen Hallsberg en Örebro met elkaar.
De spoorlijn is 24,8 kilometer lang en werd in 1862 in gebruik genomen. In 1919 werd het traject dubbelsporig en in 1932 werd hij geëlektrificeerd.

## Afbeeldingen

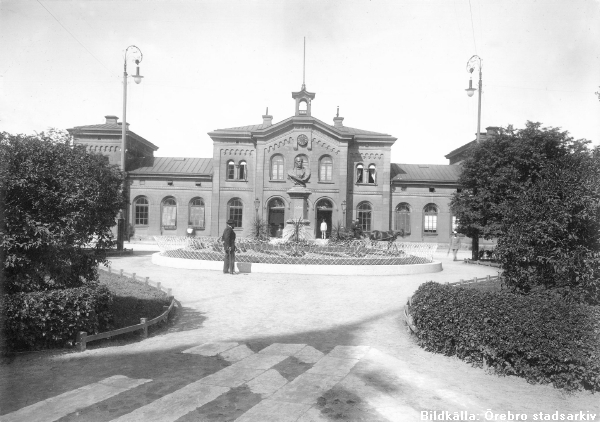
Örebro centralstation in 1903
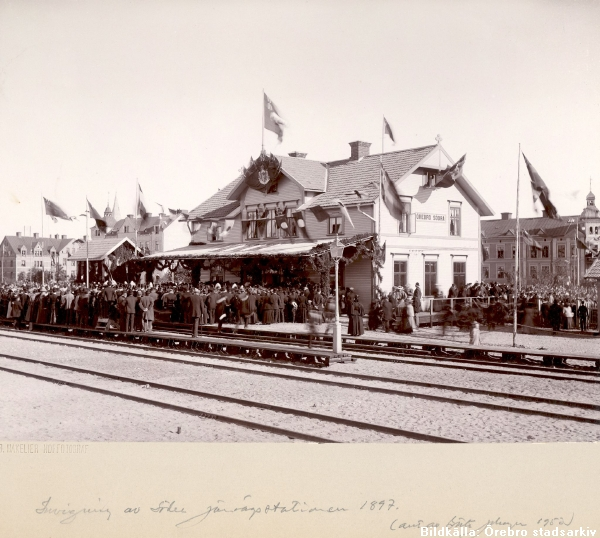
Örebro södra bij de opening in 1897
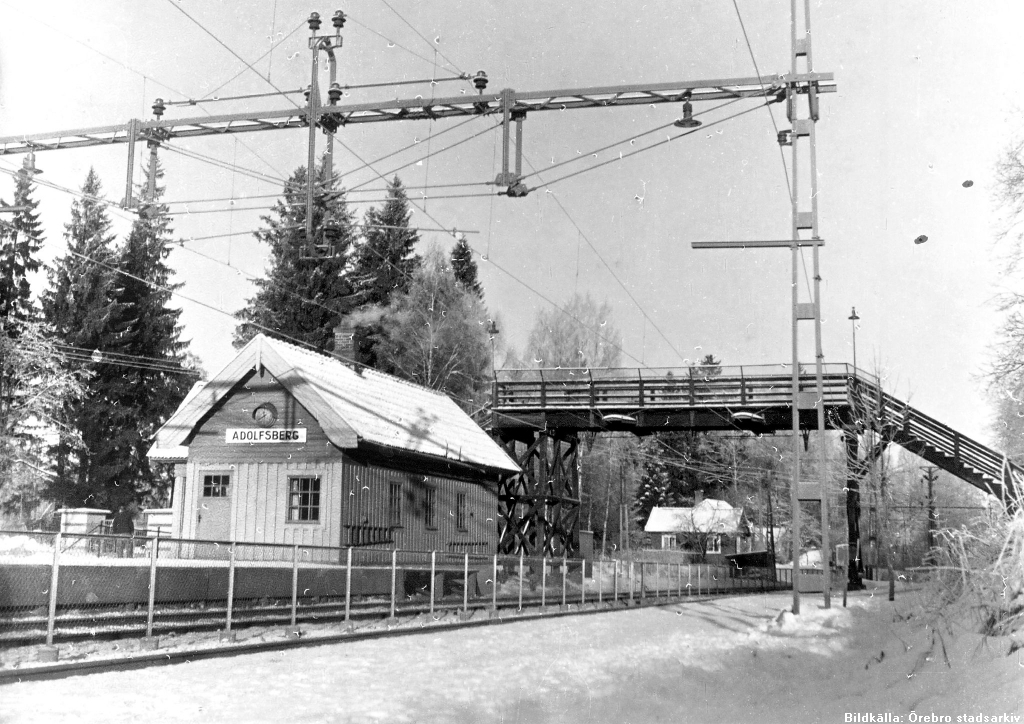
Halteplaats in Adolfsberg
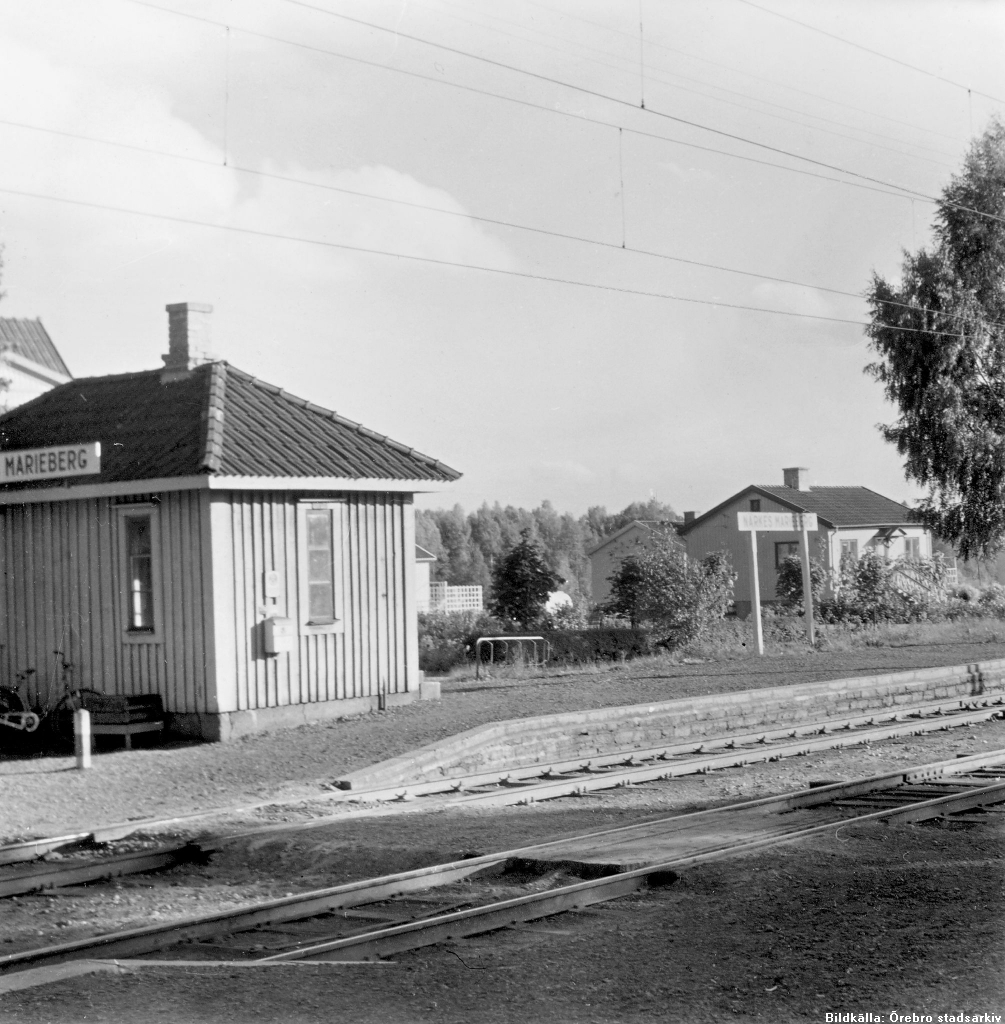
Halteplaats in Närkes Marieberg
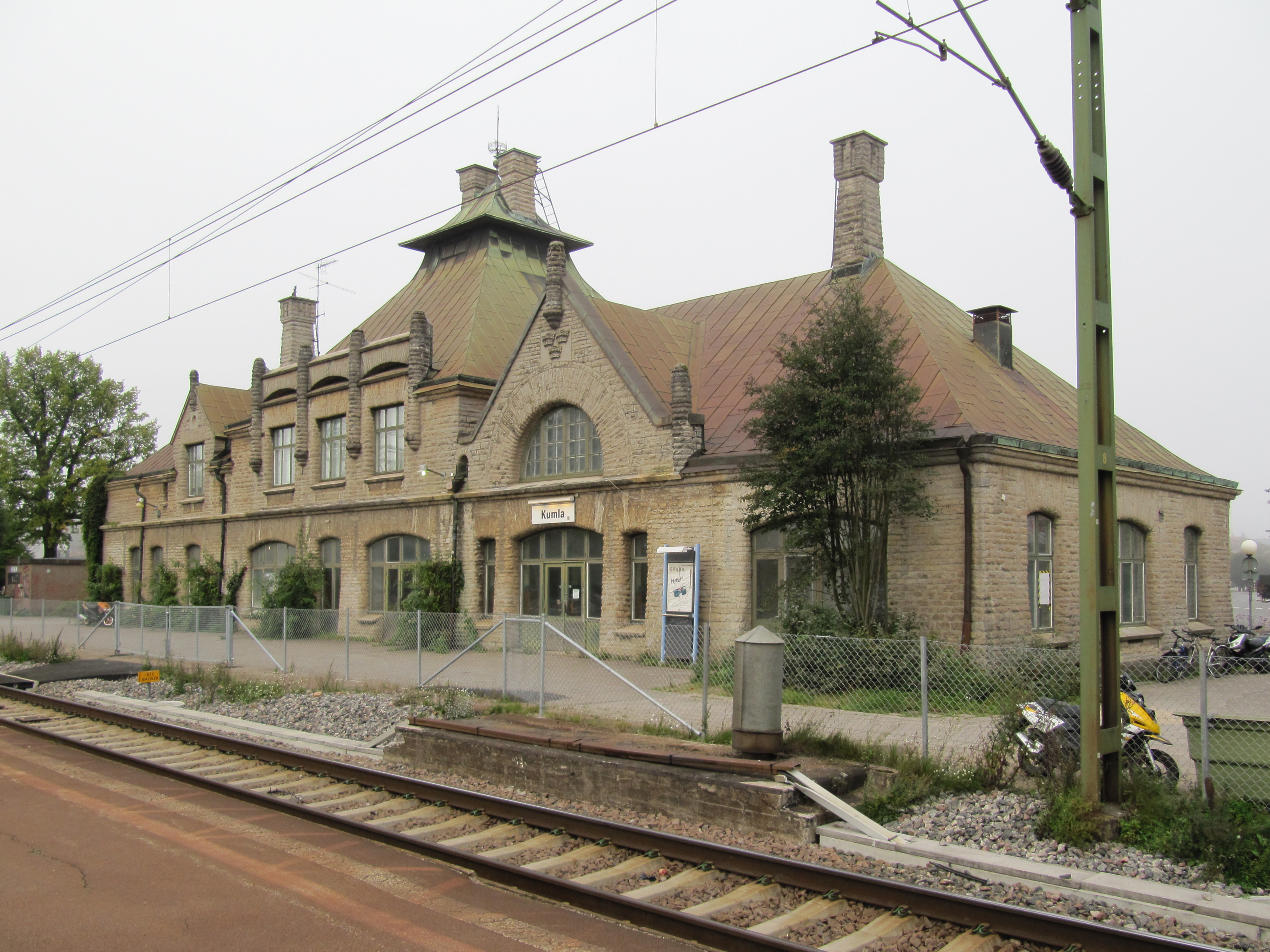
Station Kumla
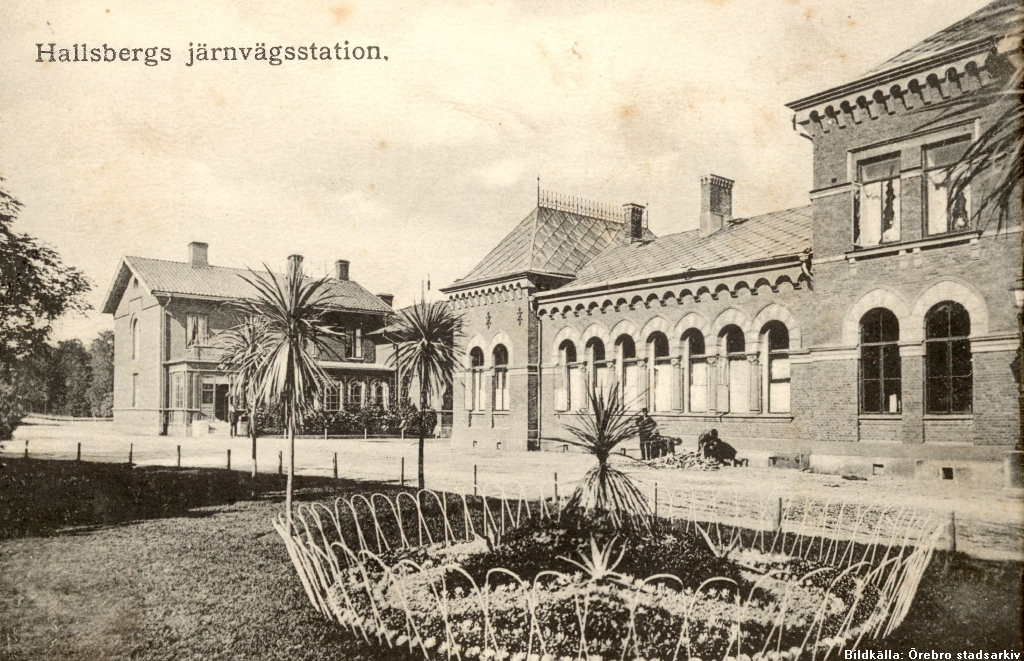
Station Hallsberg op een ansichtkaart uit 1920